# NGC 4016
NGC 4016 ist eine Balken-Spiralgalaxie vom Hubble-Typ SBdm im Sternbild Coma Berenices am Nordsternhimmel. Sie ist schätzungsweise 153 Millionen Lichtjahre von der Milchstraße entfernt und hat einen Durchmesser von etwa 70.000 Lichtjahren. Gemeinsam mit der Galaxie NGC 4017 bildet sie das Galaxienpaar Arp 305 und sie ist Mitglied der NGC 4017-Gruppe (LGG 262). 
Halton Arp gliederte seinen Katalog ungewöhnlicher Galaxien nach rein morphologischen Kriterien in Gruppen. Dieses Galaxienpaar gehört zu der Klasse Unklassifizierte Doppelgalaxien.
Im selben Himmelsareal befinden sich u. a. die Galaxien NGC 3988, NGC 4004, NGC 4008, IC 2982.
Die Typ-II-Supernova SN 2002hm wurde hier beobachtet.
Das Objekt wurde am 30. März 1854 von R. J. Mitchell, einem Assistenten von William Parsons, entdeckt.